# CapeFlyer
El CapeFlyer (escrito como CapeFLYER) es un servicio ferroviario regional en Massachusetts que opera entre Boston y Cape Cod e inició sus servicios en 2013. Es operado por el Cape Cod Regional Transit Authority (CCRTA) en colaboración con el Massachusetts Bay Transportation Authority (MBTA) y el Departamento de Transporte de Massachusetts (MassDOT). El servicio opera los fines de semana, iniciando en las tardes de los viernes, y entre Memorial Day y Labor Day.
Durante el 2013, en su primera temporada, el CapeFLYER tuvo un total de 16,586 pasajeros, con servicio extendido durante Labor Day (día del trabajo) al fin de semana de Columbus Day debido a su exitosa apertura. En octubre de 2013, MassDOT anunció que el servicio regresaría en 2014 y los siguientes años, e incluiría una parada en Wareham empezando en 2014. Se plantea que funcione todos los fines de semana durante todo el año, con servicio tan lejos como Buzzards Bay. El Cape Cod & Hyannis Railroad operaba entre la estación Braintree, un suburbio del sur de Boston, y Cape desde 1984 hasta 1988, pero no extendía el servicio dentro de los límites de Boston.